# Kurlandija
Kurlandija ili Kurzeme (latinski: Curonia ili Couronia, latvijski: Kurzeme, litavski: Kuršas, livonski: Kurāmō, njemački: Kurland, poljski: Kurlandia, ruski: Курляндия) jedna je od povijesnih i kulturnih regija Latvije. Nalazi se na zapadu države. Najveći grad u Kurlandiji je Liepāja, treći najveći grad u Latviji.

## Povijest
U davna vremena područje Kurlandije naseljavali su ugro-finsko pleme Livi i baltička plemena Kurši i Zemgali.
U 12. stoljeću na ovom se području pojavljuju njemački kolonisti te počinje njihova borba s domorocima. Krajem ovog stoljeća s kolonistima dolaze i prvi misionari. Godine 1230. stanovnici Kurlandije prihvaćaju kršćanstvo te se istovremeno nalaze na strani Nijemaca u borbi protiv pogana. U toj borbi, sjeverni su križari 1253. godine stvorili Livonski red na prostoru Kurlandije. Godine 1435. većina križarskih teritorija na ovim prostorima ujedinjuje se u Livonsku Konfederaciju.
Izbijanjem Livonskog rata i raspadom Livonske Konfederacije posljednji vladar Konfederacije, Gotthard Kettler, uveo je sekularizam u posjedima Livonskog reda na lijevoj obali Daugave, formirajući Vojvodstvo Kurlandije i Semigalije s glavnim gradom Jelgave, a sebe imenovao kao vojvodu. U 17. stoljeću ta je država kolonizirala današnji Tobago i Gambiju. Kettlerovi potomci vladali su tim vojvodstvom sve do 1711. godine, nakon čega ih zamjenjuje dinastija Bironi. Godine 1795. posljednji vojvoda Peter von Biron, predao je vojvodstvo Ruskom Carstvu.
Poslije Prvog svjetskog rata, Kurlandija je postala dio novoformirane države Latvije.

## Vanjske poveznice
Vodič: Kurzeme na Wikivoyageu
- Kurzeme Hrvatska enciklopedija
- Kurzeme, Proleksis enciklopedija